# 1002 Ольберсія
1002 Ольберсія (1002 Olbersia) — астероїд головного поясу, відкритий 15 серпня 1923 року.
Тіссеранів параметр щодо Юпітера — 3,288.